# Баумгартен (Бургенланд)
Баумгартен (нем. Baumgarten (Burgenland)) — коммуна (нем. Gemeinde) в Австрии, в федеральной земле Бургенланд.
Входит в состав округа Маттерсбург. Население составляет 866 человек (на 31 декабря 2005 года). По преимуществу, это градищанские хорваты из племени полянцы.
Коммуна занимает площадь 7,0 км². Официальный код — 10617.

## Политическая ситуация
Бургомистр коммуны — Курт Фишер (СДПА) по результатам выборов 2007 года.
Совет представителей коммуны (нем. Gemeinderat) состоит из 15 мест.
- СДПА занимает 10 мест.
- АНП занимает 5 мест.